# Église Saint-Saturnin de Baurech
Pour les articles homonymes, voir Église Saint-Saturnin.
L'église Saint-Saturnin est une église catholique située à Baurech, en France.

## Localisation
L'église est située dans le département français de la Gironde, sur la commune de Baurech.

## Historique
| - L'abside et sacristie. |

L’église, dédiée à saint Saturnin repose sur des vestiges gallo-romains et l'édifice actuel date du XIIe siècle. Elle a été considérablement modifiée au XVIe siècle avec l’adjonction de deux bas-côtés. À l'est du collatéral sud se trouve une sacristie couvrant un côté de l'abside.
Les dimensions de l'église sont : longueur 30 m ; largeur 18 m ; longueur de l'abside 7 m.
Le chevet demi-circulaire, transformé à la fin du XVe siècle par de grandes baies gothiques, a conservé un ossature romane et, à l'intérieur, quelques chapiteaux romans : deux oiseaux qui picorent une pomme de pin ; entrelacs et feuillages.

Les chapiteaux romans
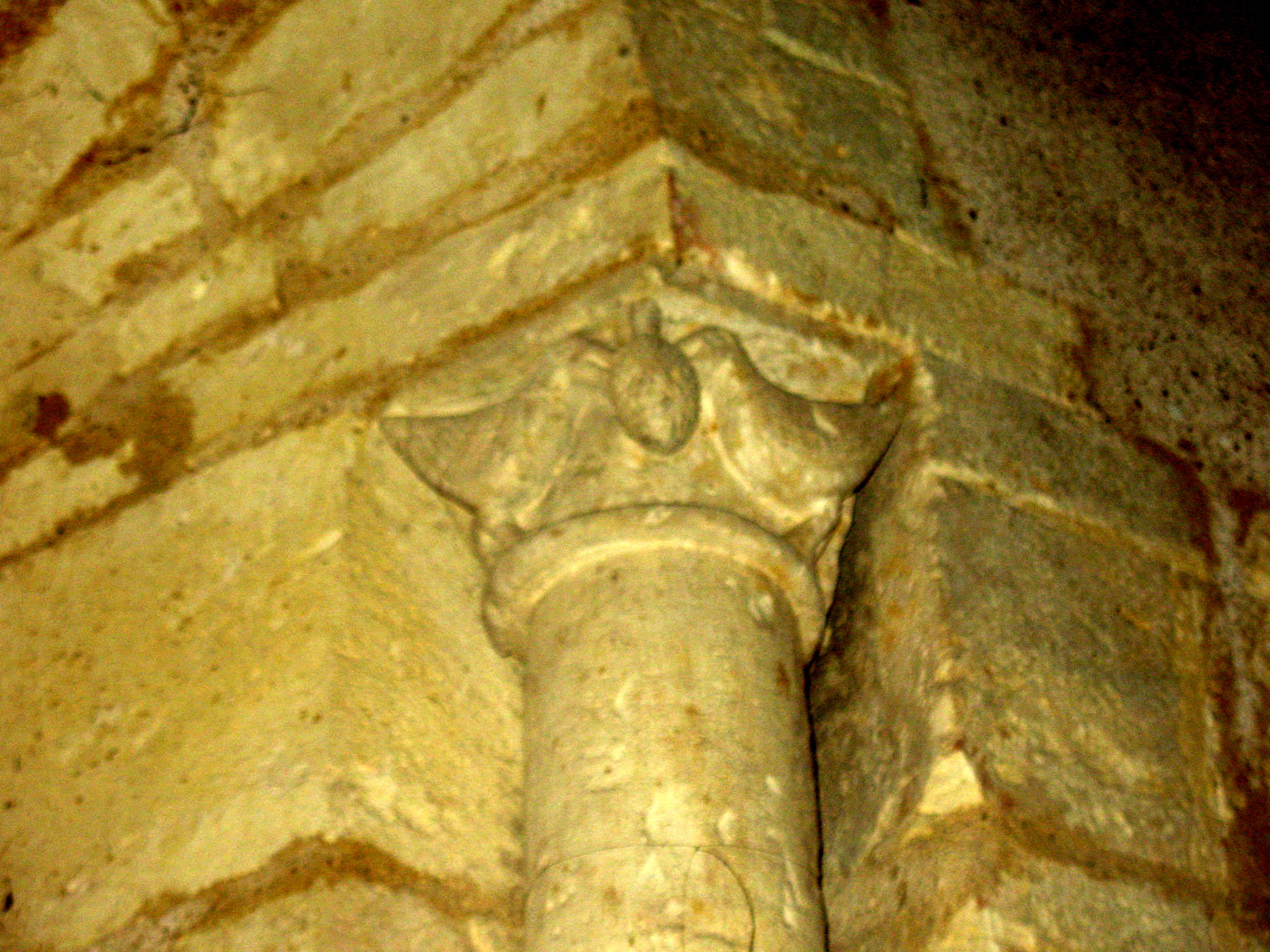
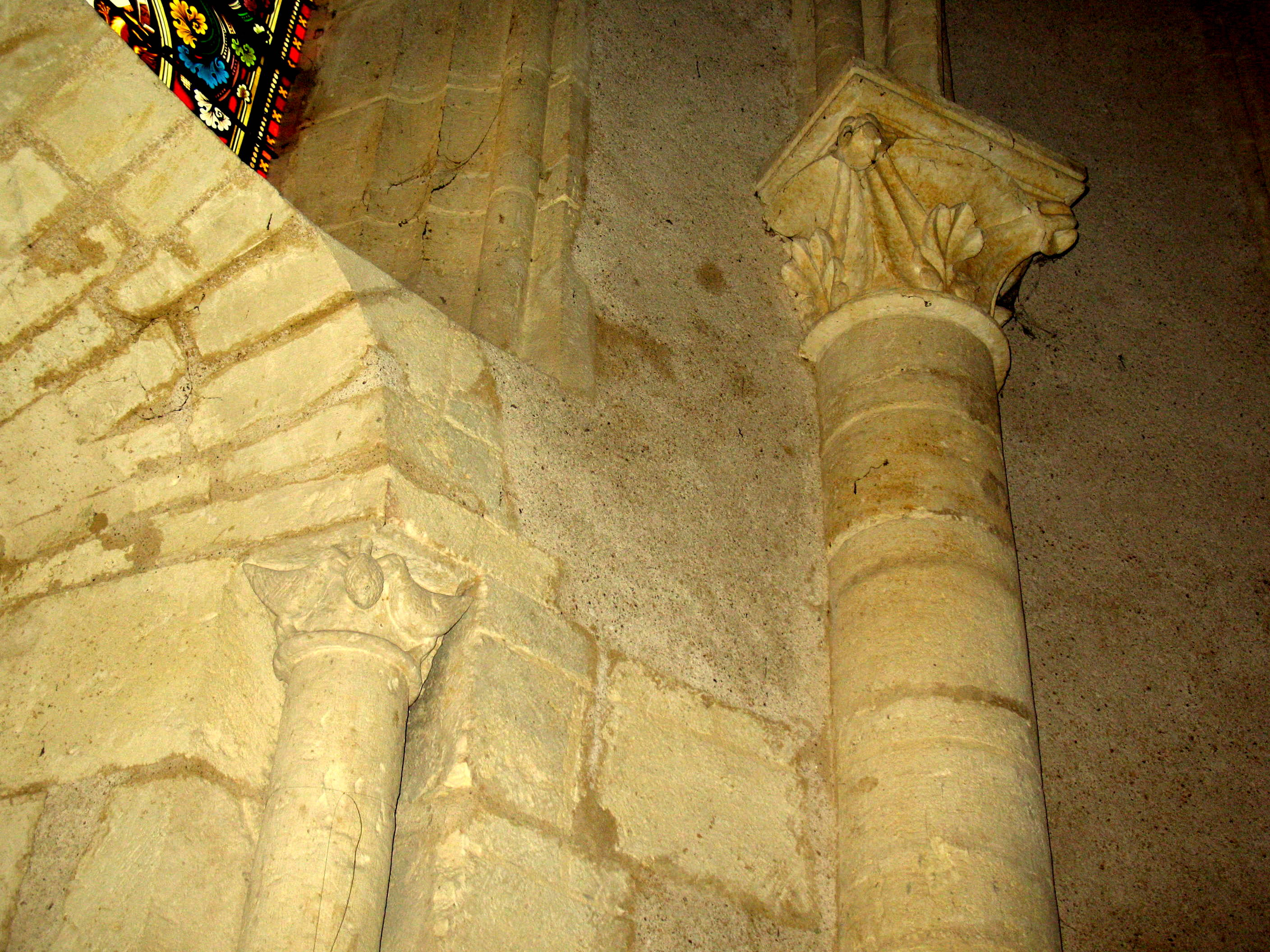
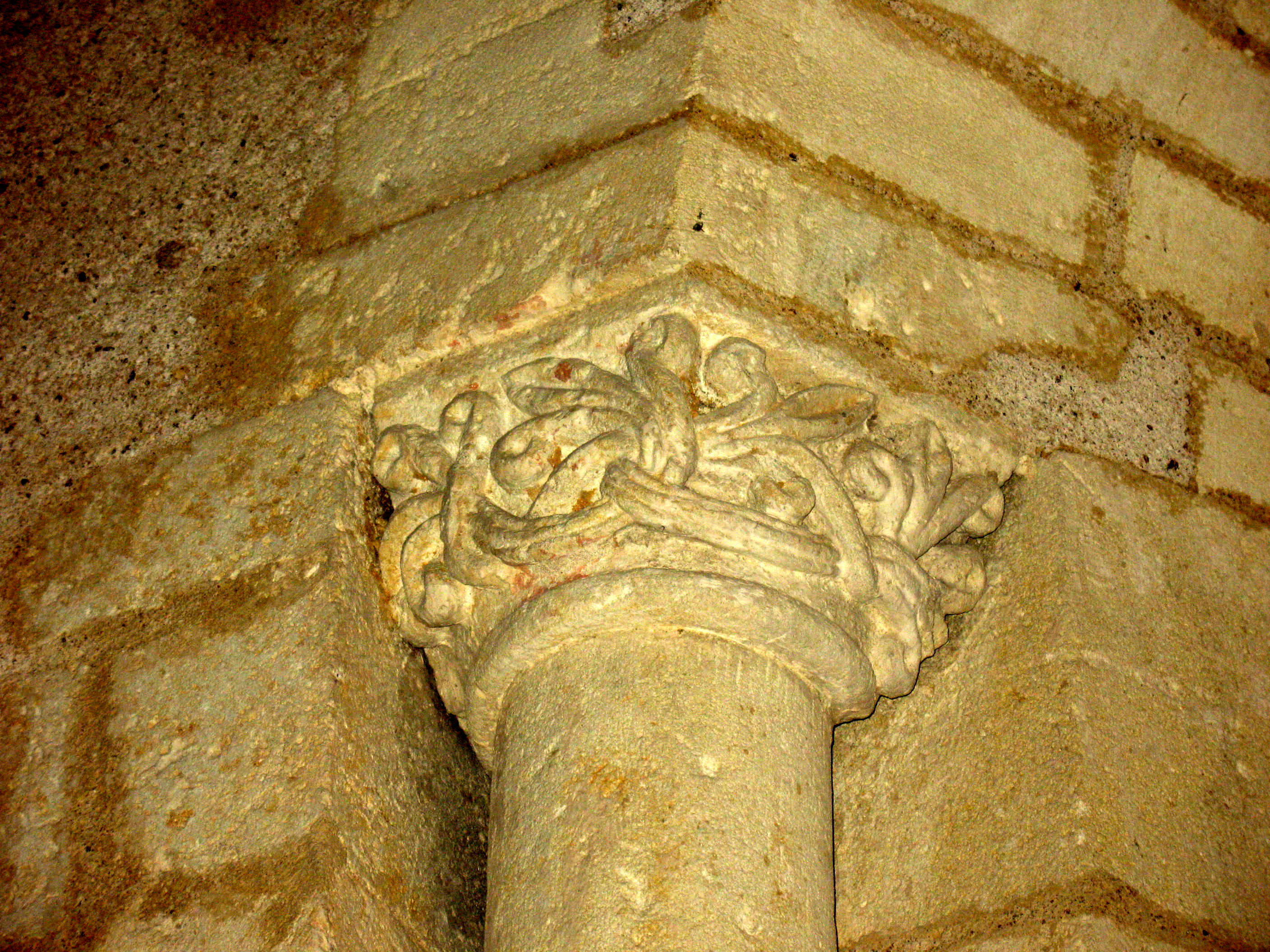
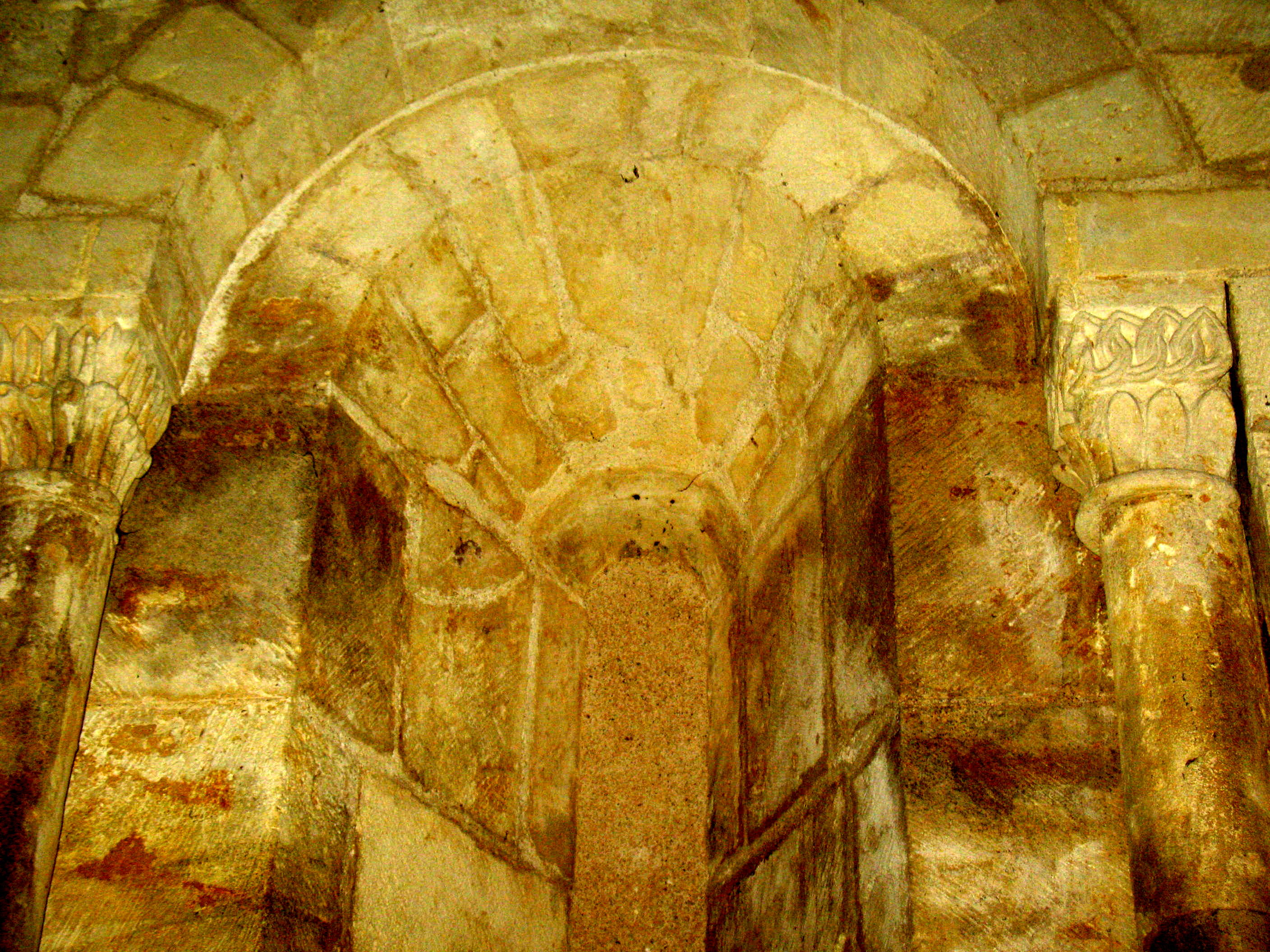

Le clocher quadrilatère, dont la construction était commencée en 1506, reconstruit en 1612-1613, puis restauré en 1871, est placé sur la façade ouest de l'église. Il est divisé en trois étages (hauteur de 19 m), puis surmonté d'une pyramide octogonale de 16 m de hauteur. La porte, en anse de panier, est surmontée d’un tympan en arc brisé où se trouve la statue de saint Saturnin.
|  |

On trouve une inscription gravée sur la face septentrionale, à 3 m de hauteur :
L'AN MIL VeVI

ET LO PENULLUM
E JORN DE MA

RS FUT COMESAR
AQUEST CLUCH

EY HELLIOT FRAN

CE ESTAT OBREY
Sur la partie inférieure d'un cadre qui entoure cette pierre : PAYRE JACQUES
Un autre inscription sur le contrefort à gauche de la porte du clocher :
CETTE PYRAMIDE ABATTUE

PAR LE VENT ESTE REMISE

AUX DESPENDS DE L'EGLISE

OUVRIERS P. PLACAN ET

J. PUJOLS PAR M. B. MAUBET

E. L. MANCHABART L'AN 1672
Une troisième se trouve au-dessus de la porte du clocher :
LE PNT PIRAMIDE

A ESTE REMIS PAR

LES PAROISSIENS

DE LA PN PARROI

SSE ESTANT OU

VRIERS NOEL 

FAURE ET JEAN

MOULEYRE 1613

F. FRANCOIS
Au XIXe siècle l'architecte bordelais Jean-Jules Mondet a apporté des transformations, notamment l'allongement du bas-côté sud vers l'ouest.
L'église a conservé presque intacte sa charpente de la fin du XVe siècle.
L'édifice est classé au titre des monuments historiques en 2003.